# اوبرشتورشا
اوبرشتورشا (به آلمانی: Oberstorcha) یک منطقهٔ مسکونی در اتریش است که در زودوست‌اشتایرمارک واقع شده‌است. اوبرشتورشا ۸٫۷۹ کیلومتر مربع مساحت دارد ۳۱۰ متر بالاتر از سطح دریا واقع شده‌است.